# Onze-Lieve-Vrouw-Hulp-der-Christenenkapel (Baarlo)

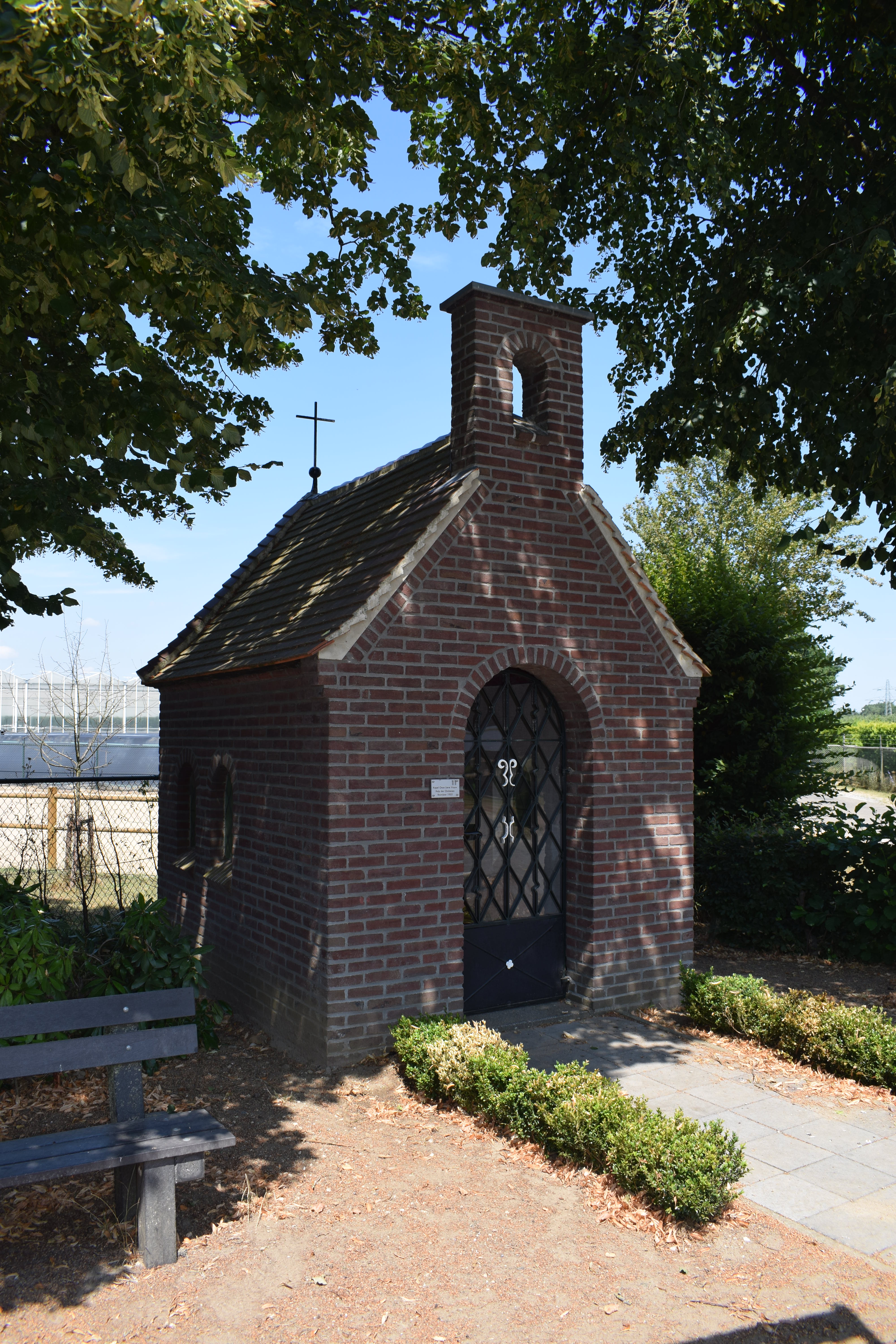
De Onze-Lieve-Vrouw-Hulp-der-Christenenkapel

De Onze-Lieve-Vrouw-Hulp-der-Christenenkapel is een kapel in buurtschap Schafelt bij Baarlo in de Nederlandse gemeente Peel en Maas. De kapel staat aan de straat Braamhorst op de hoek met de straat Hert ten noorden van het dorp.
Ongeveer een kilometer noordelijker staat het Heitskapelke.
De kapel is gewijd aan de heilige Maria, specifiek aan Maria Hulp der Christenen.

## Geschiedenis
In 1952 werd de kapel gebouwd door vier families uit dankbaarheid voor het bespaard blijven van oorlogsgeweld tegen de inwoners van Braamhorst tijdens de Tweede Wereldoorlog. In mei 1952 zegende Pastoor Spee de kapel in.

## Gebouw
De rode bakstenen kapel heeft een driezijdige koorsluiting en wordt gedekt door een zadeldak met oranje pannen met op de nok boven het altaar een kruis op een bol. In de linker- en rechterzijgevel zijn er elk twee rondboogvensters aangebracht die voorzien zijn van glas-in-lood. De frontgevel eindigt aan de bovenzijde in een rechthoekige muur die boven het dak uitsteekt met daarin een rondboogvormige opening, waarmee het de indruk geeft een klokkentorentje te hebben. In de frontgevel bevindt zich de rondboogvormige toegang van de kapel die wordt afgesloten met een metalen deur met glas en siersmeedwerk.
Van binnen is de kapel wit gepleisterd met een band bakstenen in de overgang van de wanden naar het plafond. Achter in de kapel is een verhoging gemetseld dat met een halfhoog gesmeed sierhek wordt afgescheiden van de rest van de kapel. Op de verhoging is een bakstenen sokkel gemetseld met daarop het beeld van Onze-Lieve-Vrouw. Het ongepolychromeerde houten beeld toont de gekroonde heilige met op haar linkerarm het gekroonde kindje Jezus.